# 天体暦

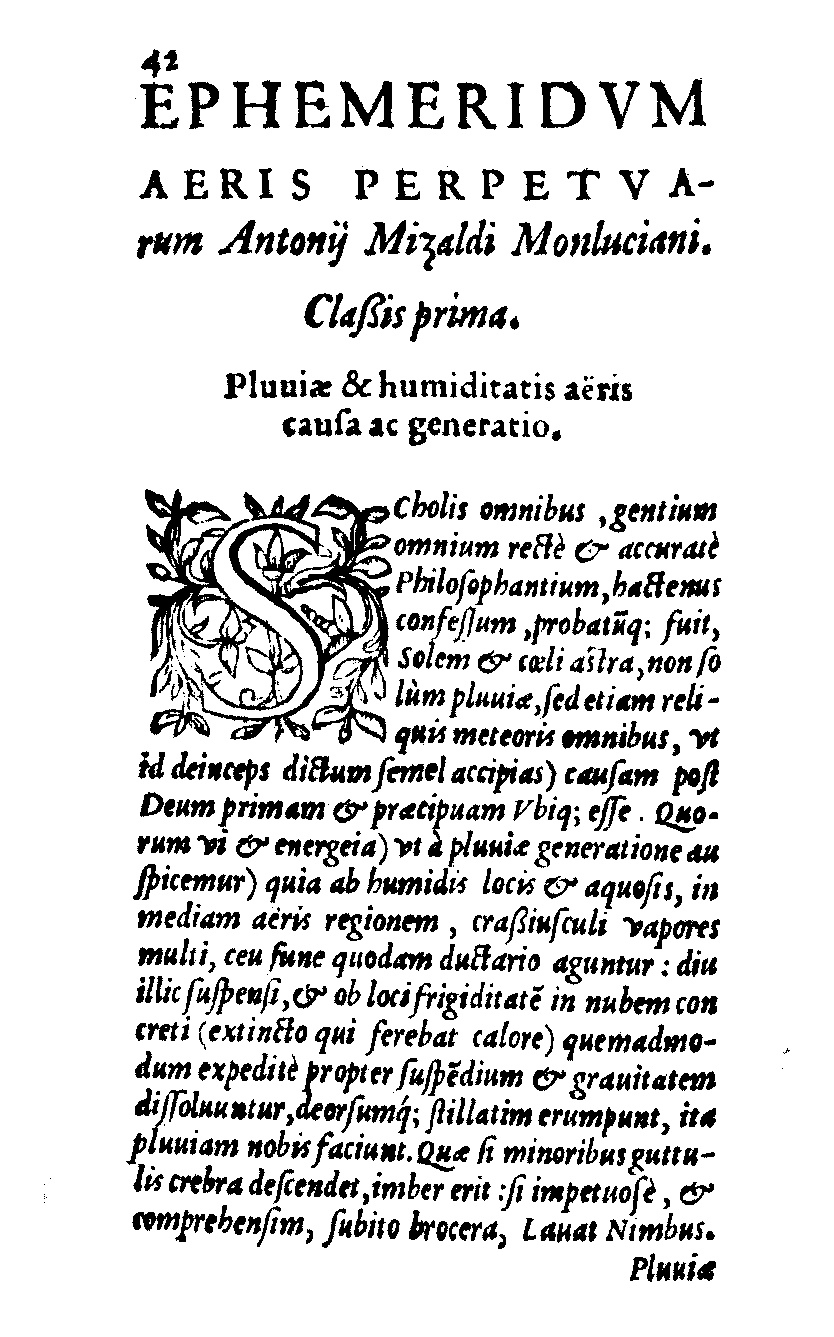
1560年発行の天体暦

天体暦（てんたいれき、英語: Ephemeris、複数形：Ephemerides、フランス語: Éphéméride、複数形：Éphémérides、ギリシア語: ἐφημερίς）とは、主として太陽系内の天体（太陽・月・惑星・衛星）や恒星および人工天体の時間に関する位置、および日食、月食、天体の出没などの天象の時刻・位置などを推算した予報を書き下したものである。英語やフランス語は日記や日誌を意味するギリシャ語に由来する。天文暦（てんもんれき）、暦（れき）、軌道暦（きどうれき）、天文年鑑（てんもんねんかん、英語: astronomical almanac）とも言う。
現在、天体暦は基本暦 (fundamental ephemeris) と視天体暦 (apparent ephemeris) に分けることができる。基本暦は天体の運動方程式を積分して得られる天体の幾何学的な位置を扱い、視天体暦は基本暦を基に座標変換や惑星光行差の補正などをして得られる天体の視位置を扱っている。
天体の位置予測は、天文学・宇宙探査だけでなく、かつて外洋の航海においても船舶の位置を決定するために重要なものであった。天体暦から天測航法に必要な情報を抜粋したものを航海年鑑という。

## 計算
天体暦は太陽系内の天体の位置のさまざまな観測データをもとに、力学的な理論予測がそれに適合するようにして構築される。 よって、天体暦は天体の位置予測だけではなく、理論のパラメータとなる惑星の質量などさまざま天文定数を同時に決定し、それらの情報源ともなっている。 現代ではレーダーによる惑星の距離測定や惑星探査機との交信データの利用など近代的な手法の発達により、天体暦の精度はますます精緻なものとなっている。
天体暦のための力学的計算には長らく摂動論にもとづいた解析的な方法を用いることが主流であった。 現在でもフランス天体力学暦計算研究所 (IMCCE) の VSOP はこのような考えで作成されている。 日本でも、2009年（平成21年）3月13日発行の平成22年（2010年）版まで海上保安庁海洋情報部から年刊の視天体暦『天体位置表』が刊行されていた。
一方で近年はコンピュータの発達により、数値積分による大規模な計算が可能となり、数値的に求めた天体暦が主流となっている。 特に惑星探査機の運用に必要であったためもあり、このような数値的暦はアメリカとロシアにおいて精密なものが作られるようになった。NASA ジェット推進研究所 (JPL) の DE とロシア科学アカデミー応用天文学研究所（英: Institute of Applied Astoronomy; IAA）の EPM（英: Ephemerides of Planets and the Moon）、フランス天体力学暦計算研究所 (IMCCE) の INPOP（仏: Intégrateur numérique planétaire de l'Observatoire de Paris）がこのような数値的天体暦として代表的なものである。

## 人工衛星
測位衛星や地球観測衛星などのような人工天体・人工衛星を測地学、地球物理学、地球科学の研究、教育、商用その他に活用するために、これらの軌道を事前に推算したものや観測により事後に決定したものを天体暦として発行している。GNSS衛星の軌道暦は国際GNSS事業 (IGS) が、リトロリフレクターを搭載する人工衛星の軌道暦は国際レーザー測距事業 (ILRS) が、DORISを搭載する人工衛星の軌道暦は国際DORIS事業 (IDS) がそれぞれ発行している。
GPS衛星自身も測位計算において必要とする事前推算の天体暦の情報を送信信号に乗せて放送している。また、事前推算の天体暦として、より長期間に適用可能（ただし概略精度）のものも合わせて放送しており、こちらはGPSの仕様書ではオールマナック（アルマナック、"almanac"）と呼んで区別している。